# Васловівці
Васло́вівці — село в Україні, у Горішньошеровецькій сільській громаді Чернівецького району Чернівецької області.

## Географія
Буковинське село Васловівці розташоване неподалік гори Берда, поблизу села проходить автошлях Т 2602. Відстань до Чернівців автодорогами складає близько 20 кілометрів.

### Клімат
| Клімат Васловівців        | Клімат Васловівців | Клімат Васловівців | Клімат Васловівців | Клімат Васловівців | Клімат Васловівців | Клімат Васловівців | Клімат Васловівців | Клімат Васловівців | Клімат Васловівців | Клімат Васловівців | Клімат Васловівців | Клімат Васловівців | Клімат Васловівців |
| Показник                  | Січ.               | Лют.               | Бер.               | Квіт.              | Трав.              | Черв.              | Лип.               | Серп.              | Вер.               | Жовт.              | Лист.              | Груд.              | Рік                |
| Середній максимум, °C     | −0,8               | 1,0                | 6,3                | 14,6               | 20,3               | 23,2               | 24,3               | 23,8               | 20,0               | 13,8               | 6,4                | 1,5                | 12                 |
| Середня температура, °C   | −4,4               | −2,6               | 2,1                | 9,1                | 14,7               | 17,8               | 19,1               | 18,4               | 14,7               | 9,0                | 3,2                | −1,5               | 8                  |
| Середній мінімум, °C      | −7,9               | −6,2               | −2,1               | 3,7                | 9,1                | 12,4               | 13,9               | 13,0               | 9,4                | 4,2                | 0,0                | −4,5               | 3                  |
| Норма опадів, мм          | 32                 | 31                 | 34                 | 56                 | 77                 | 102                | 99                 | 64                 | 53                 | 35                 | 35                 | 37                 | 655                |
| ------------------------- | ------------------ | ------------------ | ------------------ | ------------------ | ------------------ | ------------------ | ------------------ | ------------------ | ------------------ | ------------------ | ------------------ | ------------------ | ------------------ |
| Джерело: climate-data.org |                    |                    |                    |                    |                    |                    |                    |                    |                    |                    |                    |                    |                    |

## Історія
Почалося все з того що Юрій Доцяк хотів рід капот

На території села в урочищі Гирло виявлено залишки ранньослов'янського поселення черняхівської культури (ІІ-VI століття н. е.), а в центрі села — давньоруське поселення ХІІ-ХІІІ століть. В урочищі Селище знайдено рештки зниклого села XIV—XVII століть.
В історичних джерелах село згадується в 1662 році. 
Станом на 1904 рік мало 2537 мешканців, перебувало у власності Фелікса Ямпольського. Мало власну символіку: печатку з зображенням Ока Провидіння (відомі відбитки такої печатки, датовані 1861—1868 рр.)
В 1918 році село входить до складу Західно-Української Народної Республіки.
Внаслідок поразки Перших визвольних змагань село входить до складу Румунії.
В червні 1932 року тут відбулася кривава сутичка між румунськими жандармами і селянами.
В німецько-радянській війні на стороні СРСР брало участь 115 жителів села.
З 1991 року село в складі незалежної України.
17 липня 2020 року, в результаті адміністративно-територіальної реформи та ліквідації Заставнівського району, село увійшло до складу Чернівецького району.

## Населення
Згідно з переписом УРСР 1989 року чисельність наявного населення села становила 1427 осіб, з яких 628 чоловіків та 799 жінок.
За переписом населення України 2001 року в селі мешкали 1374 особи.

### Мова
Розподіл населення за рідною мовою за даними перепису 2001 року:
| Мова       | Відсоток |
| ---------- | -------- |
| українська | 99,85 %  |
| російська  | 0,15 %   |

## Природні пам'ятки
Неподалік від східної околиці села розташована гора Берда — найвища вершина рівнинної частини України, а також заповідне урочище «Берда».

## Особистості
- Євгеній Гакман — церковний, громадський, політичний та культурний діяч, перший Митрополит Буковини і Далмації.